# Mirror Mirror (песня Blind Guardian)
Эта статья — о песне. О фильме «Mirror Mirror» читайте статью Белоснежка: Месть гномов.
Mirror Mirror — песня немецкой рок-группы Blind Guardian в жанре спид/пауэр-метал. Музыка написана Андре Ольбрихом, гитаристом группы, текст — Ханси Кюршем, вокалистом. Песня была написана для альбома Nightfall in Middle-Earth в 1998 году, а также вышла отдельным синглом. На сингл также вошли две концертных версии композиций с предыдущего альбома группы, Imaginations from the Other Side, а также кавер-версия песни Judas Priest — Beyond the Realms of Death.
Название песни, которое в буквальном переводе означает «Зеркало, зеркало», и рефрен Mirror mirror on the wall, взято из сказки о Белоснежке, и в русской версии звучит как «Свет мой зеркальце, скажи…»

## Текст
Mirror Mirror является частью сюжета концептуального альбома Nightfall in Middle-Earth, основанного на произведениях Джона Толкина. Песня рассказывает миф из книги «Сильмариллион», в котором эльфийский король Тургон воздвигает потаенный город Гондолин, в котором его народ укрывается от темного властелина.

## Композиции сингла
1. «Mirror Mirror» — 5:07 (Андре Ольбрих, Ханси Кюрш)
2. «And the Story Ends» — 6:47 (Андре Ольбрих, Ханси Кюрш)
3. «Imaginations from the Other Side» — 8:23 (Андре Ольбрих, Ханси Кюрш)
4. «Beyond the Realms of Death» — 7:02 (Роб Хэлфорд, Лес Бинкс)